# Pierre Mondot de La Marthonie
Pour les articles homonymes, voir La Marthonie.
Pierre Mondot de La Marthonie est un magistrat français, né en 1466, et mort à Blois en 1517.

## Biographie
Pierre Mondot de La Marthonie est le fils d'Étienne de La Marthonie, conseiller au parlement de Bordeaux et d'Isabeau de Pompadour.
Pierre Mondot de La Marthonie est seigneur de Saint-Jean-de-Côle, de Thiviers, de Condat, de Puyguilhem et de Milhac.
Il a été premier président du parlement de Bordeaux. Le parlement de Bordeaux est chargé par le roi de la réformation des coutumes de Guyenne. Il est à Bayonne vers 1503. Louis XII l'a nommé en 1511 commissaire pour la réformation des coutumes du pays des Lannes,. Remarqué par Louise de Savoie, mère de François Ier, il a été choisi en 1514/1515, par, ce roi, qui, l'a nommé, premier président du Parlement de Paris, le 3 février 1514/1515, pour, remplacer, anthoine Du Prat, qui, devient, Chancelier de France -1515-1535, 20 années-. Pendant la guerre d'Italie, il a été le conseil de Louise de Savoie dans le gouvernement du royaume et la conduite des affaires. Le chancelier Antoine Duprat ayant accompagné le roi en Italie, il a eu la garde du petit sceau ordinaire en l'absence du grand sceau: "Et ordonna que Monsieur le chancelier passerait les monts avec lui et que messire Mondot de La Marathonie, premier président de Paris, demeurerait en France avec Madame et aurait la garde du petit sceau."
en, 1517,  il meurt, dans, des conditions obscures, à, Blois, peut-être empoisonné.

## Famille
Le premier membre connu de cette famille est Raymond de La Marthonie, connu par un acte de 1256, dans la paroisse de Milhac. Jean de La Marthonie est connu par un acte de 1313 passé dans la paroisse de Saint-Jean-de-Côle.
- Raymond de La Marthonie, seigneur de La Marthonie et pour partie de Saiint-Jean-de-Côle, marié en 1431 à Catherine de Fougerat[5] ;
  - Étienne de La Marthonie, seigneur de La Marthonie et pour partie de Saiint-Jean-de-Côle, marié en 1465 à Isabeau de Pompadour,
    - Pierre Mondot de La Marthonie (1466-1517), marié en 1502 avec Jeanne Vernon[6], fait construire le château de Puygulhem ;
      - Geoffroy de La Marthonie (1505-1571), chevalier de l'Ordre du Roi , seigneur de La Marthonie, Cardac, Puyguilhem, maître d'hôtel ordinaire du duc d'Orléans, marié en 1533 avec Marguerite de Mareuil (†1568), fille de Jean de Mareuil, baron de Montmoreau, de Villebois, seigneur de Vibrac, et Louis du Fou ;
        - Gaston de La Marthonie, seigneur de La Marthonie, de Bruzac, de Puybérard, de Farges, chevalier de l'ordre du roi, marié en 1573 avec Françoise de la Bastide ;
        - Henri de La Marthonie, évêque de Limoges en 1587, abbé de Saint-Just en Beauvoisis ;
        - Geoffroy de La Marthonie, conseiller au parlement de Bordeaux, archidiacre et chanoine de Bordeaux, évêque d'Amiens
        - Jacques de La Marthonie, seigneur de Puyguilhem, de Condat, de Villars, marié avec Françoise Haute-Claire ;

    - Jean de La Marthonie, évêque de Dax en 1516[7] ;
    - Gaston de La Marthonie, conseiller au parlement de Bordeaux, puis succède à son frère comme évêque de Dax ;
    - Robert de La Marthonie, chevalier, seigneur de Bonnes, bailli-gouverneur de Touraine, sénéchal de la Touraine, de l'Anjou et du Maine (1527-1530)[8], maître d'hôtel ordinaire du roi, lieutenant général de ses armées, mariée à Jeanne de Cablanzac qui lui a apporté la seigneurie de Bonnes. Ils ont fait reconstruire le château de Bonnes ;
    - N... de La Marthonie, chanoine et archidiacre de Bordeaux, conseiller d'État au Conseil privé du roi.

## Héraldique
De gueules au lion d'or armé et lampassé de gueules.